# 圖爾庫
图尔库（芬蘭語：Turku，發音：[ˈturku] ⓘ，發音：[ˈoːbu] ⓘ，奧布）是芬蘭西南部芬兰本部区的城市，为該國第六大城市，也是最古老的城市（在1154年已有記載），人口188,584人（2017年8月底）。
图尔库是芬蘭第一個首都（1812年以前），也是第一個教區（成立于1300年，後來成為大主教區），还是芬蘭第一所大學（奥布皇家学院，建于1640年）的所在地。
1741年瑞典王国进攻俄罗斯帝国，企图夺回芬兰湾地带，但俄军占领了芬兰全境。1743年，瑞典屈辱求和，俄国迫使之签定《奥布和约》，割让包括维堡在内的芬兰东南部地区。

## 名字和词源
图尔库的芬兰语名字来源于古东斯拉夫语的单词，意为“集市、市场”。单词在一些芬兰语方言中依然有“集市”的意思。“集市”的瑞典语单词为，这也有可能是从古东斯拉夫语借用过来的，且在古瑞典语里就已存在。
图尔库的瑞典语名字很有可能是单词（意为“河流、溪流”）和单词（意为“居住地”）的简单合成。但由于这种构词方式并未出现在芬兰其它的瑞典语地名中，词源学家认为可能有不同的解释。一个理论认为这个名字是来源于，这个单词是俄语单词（意为“亚伯拉罕”）的芬兰化写法，而这俄语单词也有可能是流经图尔库河流奥拉河名字的来源。除此之外的另一个解释是其来源于一个古老的瑞典语法律词汇（大概意为“居住权”），其意思是给公民（称为）在皇家领地内持有可以继承的居住权利。
在芬兰语中，单词的所有格是，意为“图尔库的、属于图尔库的”。图尔库的组织机构的芬兰语名字经常是以这个单词开头的，例如图尔库大学的芬兰语名字为。

## 历史

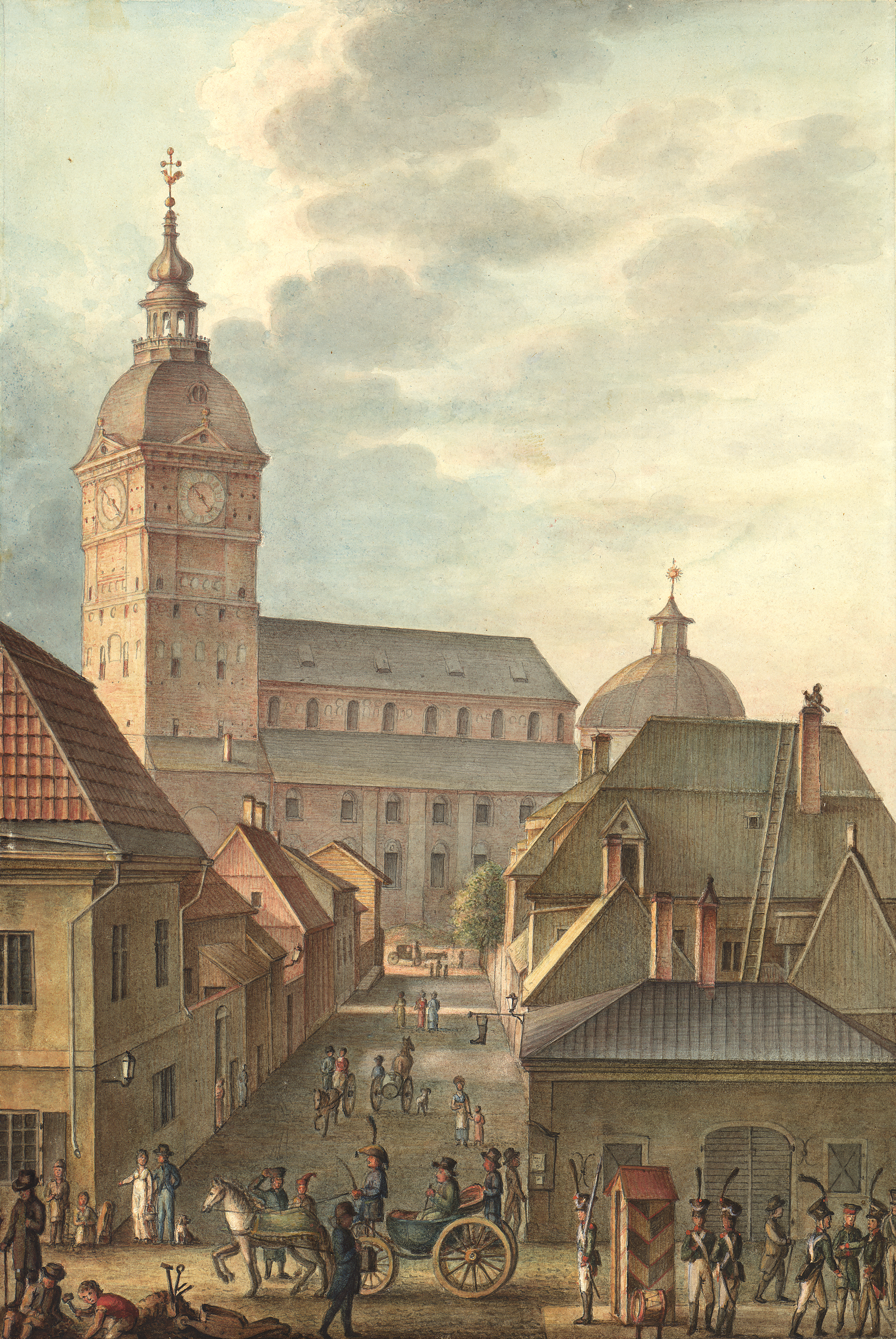
1814年时的图尔库主教座堂，早于1827年的图尔库火灾

图尔库有着悠久的历史，它曾是芬兰最大的城市，有时还是整个国家的行政中心，但最近两百年来这个地位被赫尔辛基取代了。这个城市的身份认同来源于它作为芬兰最古老的城市及该国的第一个首都。最初的时候，“芬兰”这个词是指图尔库及周边地区（该行政区的名字在芬兰语及瑞典语原文中的意思是“芬兰本土”，但在中文有时随英文翻译成“西南芬兰区”）。
尽管在该地区的考古发现能追溯至石器時代，图尔库作为一个城镇是在13世纪建立的。图尔库主教座堂是在1300年举行了祝圣仪式。
在中世纪时，图尔库就是图尔库主教（后来升为图尔库总主教）的所在地，教区直至17世纪包括当时瑞典王国的东半部（既现在芬兰的大部分地区）。虽然图尔库没有正式的首都地位，但曾短时间存在过的芬兰公爵和芬兰总督的居住地都是在这里的。1640年，芬兰的第一所大学奥布皇家学院在图尔库成立。芬兰议会也于1676年在图尔库举行会议。
芬兰战争后，瑞典被迫根据《弗雷德里克港和约》在1809年把芬兰割让给俄罗斯帝国，这使图尔库曾短暂地成为正式的首都。但首都地位不久就让位于赫尔辛基，因为沙皇亚历山大一世觉得作为芬兰大公国首都图尔库离俄国太远，且跟瑞典有太多的牵连。1812年首都正式迁往赫尔辛基。在1827年发生了图尔库大火，几乎把整个城市都烧毁了，曾留在图尔库的一些政府部门最终全被前往新都。大火之后德国建筑师卡尔·卢德维格·恩格尔重新制定了新的且更安全的城市规划，他也规划了新的首都赫尔辛基。图尔库在之后的二十年内还是保持着芬兰最大城市的地位。
1918年，一所新的大学奥布学术大学在图尔库成立，它在当时也是芬兰唯一的一所瑞典语大学。两年后，芬兰语大学图尔库大学也在旁边成立。这两所大学分别是芬兰第二和第三所成立的大学，两者都是通过私人捐款筹建的。
在20世纪图尔库被诸如亚尔莫·维尔马维尔塔等历史学家称为“芬兰通往西方的门户”。该市和西欧国家及城市的交通方便，特别是在1940年代和波的尼亚湾对岸的斯德哥尔摩交通尤其便利。在1960年代，图尔库成为第一个与苏联的列宁格勒签订了友好城市协定的西方城市，这进一步加强了文化间的交流，也给该市的“门户”功能增添了新的含义。

## 地理

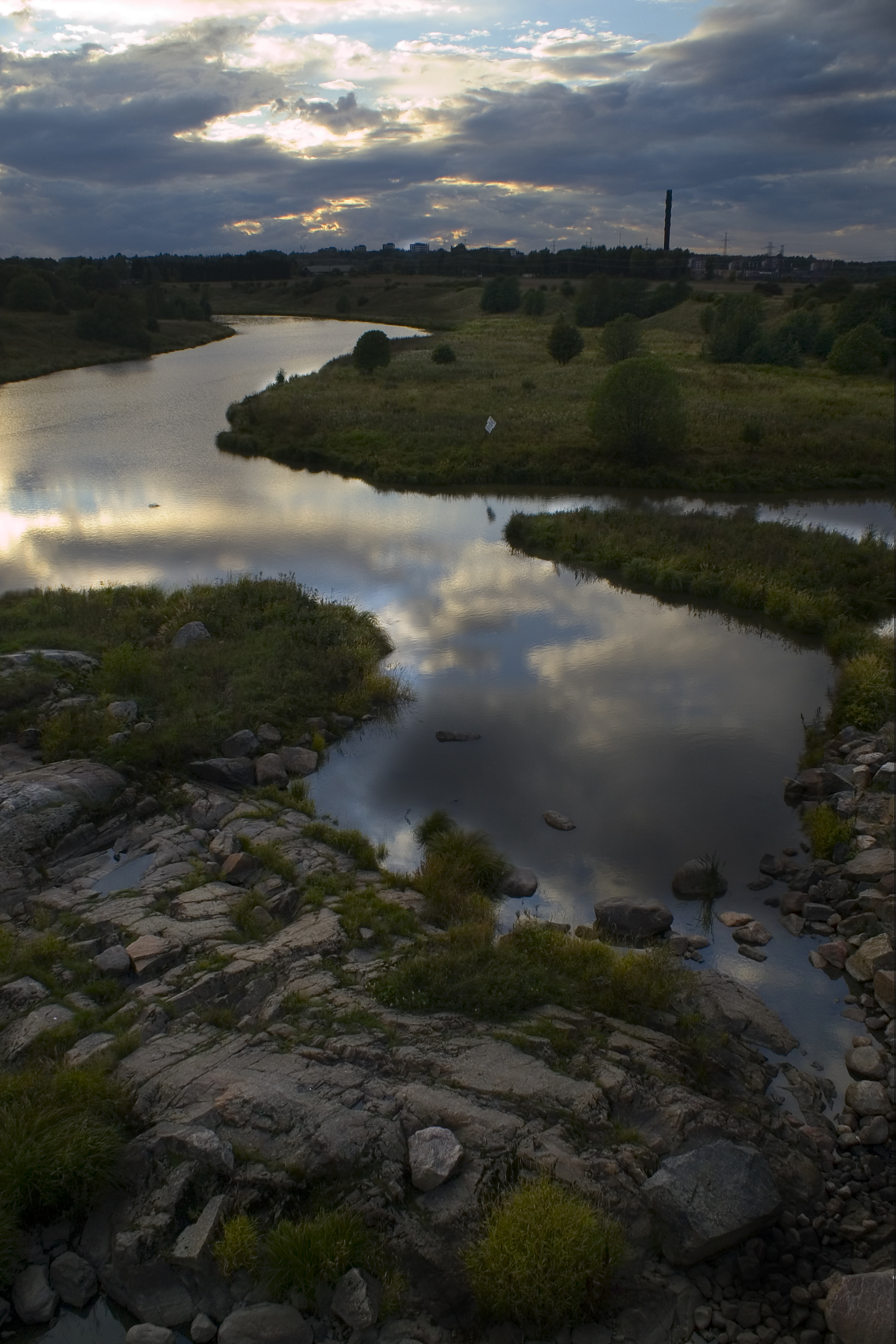
从图尔库市中心眺望远处的奥拉河

图尔库位于芬兰西南角、奥拉河的河口处，陆地面积为245平方公里，分布在河的两岸。图尔库主教座堂所处的东岸，通常被民众称为“täl pual jokke”（河的这边），而西岸就被称为“tois pual jokke”（河的那边）。市中心坐落在靠近河口的两岸，但近年来向西边扩展。
在图尔库有十座桥跨越奥拉河。现有桥中最老的一座是建于1904年的奥拉桥（Auransilta），最新的一座是建于2013年的名为图书馆桥（Kirjastosilta）的步行桥。此外，该市还有一个极具特色的免费渡船，用以运载行人和自行车横跨两岸。

### 气候
位于波罗的海岸边，且被群岛海的岛屿包围着，图尔库的气候类型为温带大陆性湿润气候（柯本气候分类法为“Dfb”）。如同大部分芬兰南部，该市夏天温暖，气温有时高达30摄氏度，冬天则寒冷且多雪。一年中最热的月份为七月，平均气温为17.5摄氏度，而最冷的月份是二月。全年平均气温为5.5摄氏度。冬天通常始于十二月初，春天则始于三月末。
图尔库的年降水量平均为720毫米。降水最多的月份为八月，降水量平均为80毫米。四月则为最干旱的月份，平均降水量仅为32毫米。海平面的平均气压为101.2千帕，且全年变化幅度轻微。
该市的气象站自1955年起开始运行，位于图尔库机场海拔47米处。
| 图尔库                                                          | 图尔库        | 图尔库        | 图尔库        | 图尔库       | 图尔库      | 图尔库      | 图尔库      | 图尔库      | 图尔库      | 图尔库      | 图尔库       | 图尔库        | 图尔库        |
| 月份                                                            | 1月           | 2月           | 3月           | 4月          | 5月         | 6月         | 7月         | 8月         | 9月         | 10月        | 11月         | 12月          | 全年          |
| --------------------------------------------------------------- | ------------- | ------------- | ------------- | ------------ | ----------- | ----------- | ----------- | ----------- | ----------- | ----------- | ------------ | ------------- | ------------- |
| 历史最高温 °C（°F）                                             | 8.5 (47.3)    | 10.2 (50.4)   | 15.8 (60.4)   | 24.5 (76.1)  | 30.0 (86.0) | 32.0 (89.6) | 35.9 (96.6) | 32.6 (90.7) | 27.8 (82.0) | 18.9 (66.0) | 11.6 (52.9)  | 10.6 (51.1)   | 35.9 (96.6)   |
| 平均高温 °C（°F）                                               | −1.7 (28.9)   | −2.1 (28.2)   | 2.0 (35.6)    | 8.8 (47.8)   | 15.5 (59.9) | 19.5 (67.1) | 22.3 (72.1) | 20.5 (68.9) | 14.9 (58.8) | 8.8 (47.8)  | 3.0 (37.4)   | −0.1 (31.8)   | 9.3 (48.7)    |
| 日均气温 °C（°F）                                               | −4.4 (24.1)   | −5.2 (22.6)   | −1.6 (29.1)   | 4.0 (39.2)   | 10.2 (50.4) | 14.4 (57.9) | 17.5 (63.5) | 16.0 (60.8) | 11.0 (51.8) | 5.9 (42.6)  | 0.8 (33.4)   | −2.6 (27.3)   | 5.5 (41.9)    |
| 平均低温 °C（°F）                                               | −7.3 (18.9)   | −8.3 (17.1)   | −4.9 (23.2)   | −0.2 (31.6)  | 4.8 (40.6)  | 9.3 (48.7)  | 12.6 (54.7) | 11.6 (52.9) | 7.2 (45.0)  | 3.2 (37.8)  | −1.6 (29.1)  | −5.6 (21.9)   | 1.8 (35.2)    |
| 历史最低温 °C（°F）                                             | −35.5 (−31.9) | −35.2 (−31.4) | −32.8 (−27.0) | −21.0 (−5.8) | −6.6 (20.1) | −2.2 (28.0) | 1.8 (35.2)  | 0.2 (32.4)  | −6.9 (19.6) | −15.0 (5.0) | −22.3 (−8.1) | −33.8 (−28.8) | −35.5 (−31.9) |
| 平均降水量 mm（）                                               | 61 (2.4)      | 42 (1.7)      | 43 (1.7)      | 32 (1.3)     | 39 (1.5)    | 59 (2.3)    | 79 (3.1)    | 80 (3.1)    | 64 (2.5)    | 78 (3.1)    | 76 (3.0)     | 70 (2.8)      | 723 (28.5)    |
| 平均降水天数                                                    | 11            | 8             | 9             | 7            | 7           | 8           | 9           | 11          | 9           | 12          | 13           | 12            | 116           |
| 月均日照時數                                                    | 40            | 75            | 134           | 204          | 284         | 276         | 287         | 230         | 155         | 89          | 38           | 27            | 1,839         |
| 来源：Climatological statistics for the normal period 1981–2010 |               |               |               |              |             |             |             |             |             |             |              |               |               |

## 人口

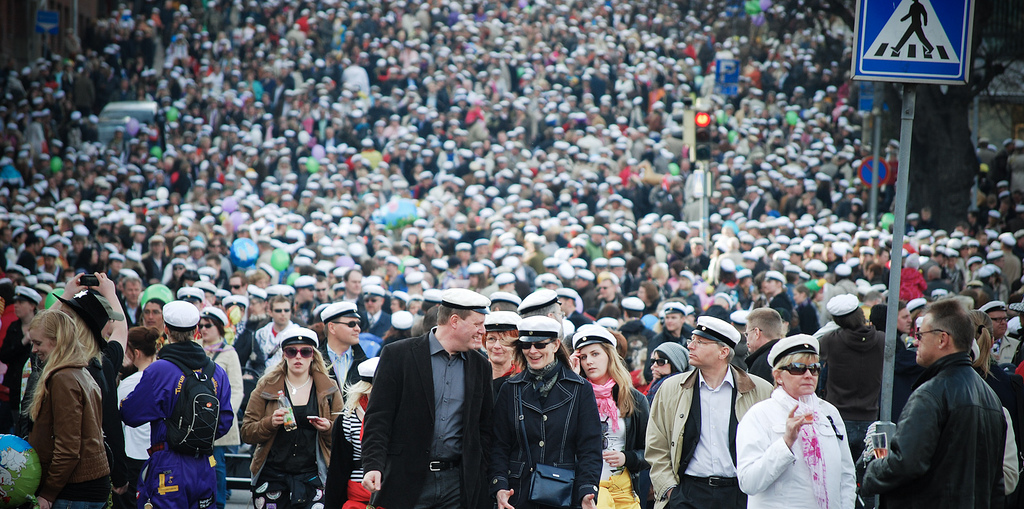
2008年五一节时在市中心庆祝的人群

截止至2017年8月31日时图尔库的人口数量为188,584人。以人口数量排名的话图尔库为芬兰第六大城市，图尔库地区则为芬兰第三大都市区。
2014年图尔库的居民中40.8%出生在图尔库，17.8%是在芬兰本部区的其它地方出生的，33.2%是在芬兰其它地方出生的，9.2%是出生在外国的。图尔库5%多一点的居民母语为瑞典语。母语为除芬兰语和瑞典语之外的有11200人。最大的移民群体是从爱沙尼亚、俄罗斯、伊拉克、索马里和伊朗来的。

## 经济

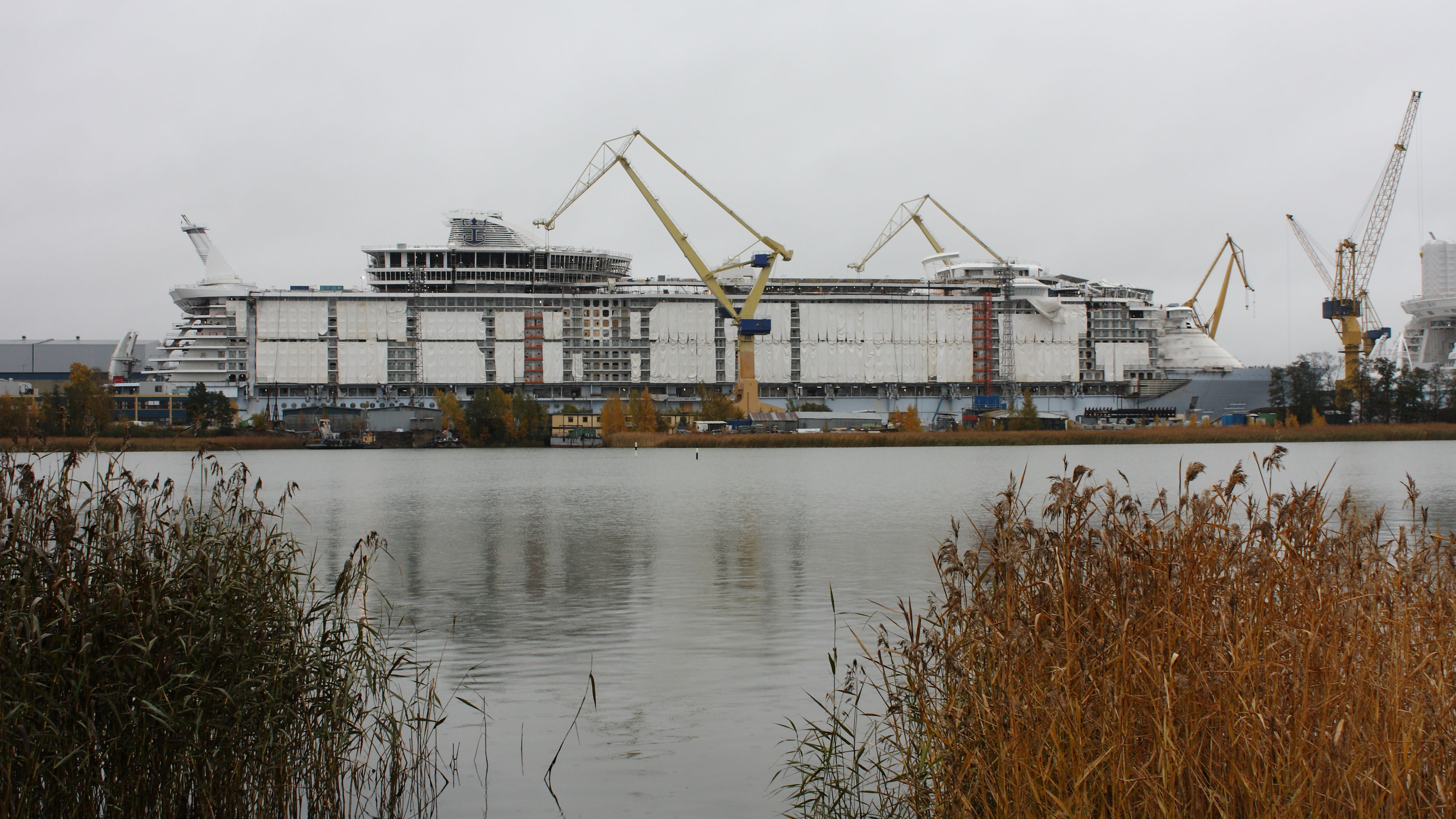
世界上最大的邮轮之一的海洋魅丽号就是在图尔库建造的；造船业是图尔库传统且强劲的工业支柱之一

图尔库是整个图尔库次区的经济中心。图尔库次区的人均国内生产总值在2006年时为30572欧元每人（整个芬兰的平均值为31719欧元每人）。最重要的雇主行业为海洋工业、医药业和旅游业。
芬兰的上市公司中至少有四家公司的总部设在图尔库地区。2010年芬兰500强公司里有近20家公司来自图尔库地区。
图尔库的失业率在1990年代芬兰经济萧条时急剧上升，最高峰1994年时曾达到22.1%。之后失业率持续下降，最低时为2008年时的9%。在这之后的全世界范围内的经济衰退又促使图尔库和整个芬兰的失业率持续上升。在2014年时图尔库的失业率为15.8%。

## 文化

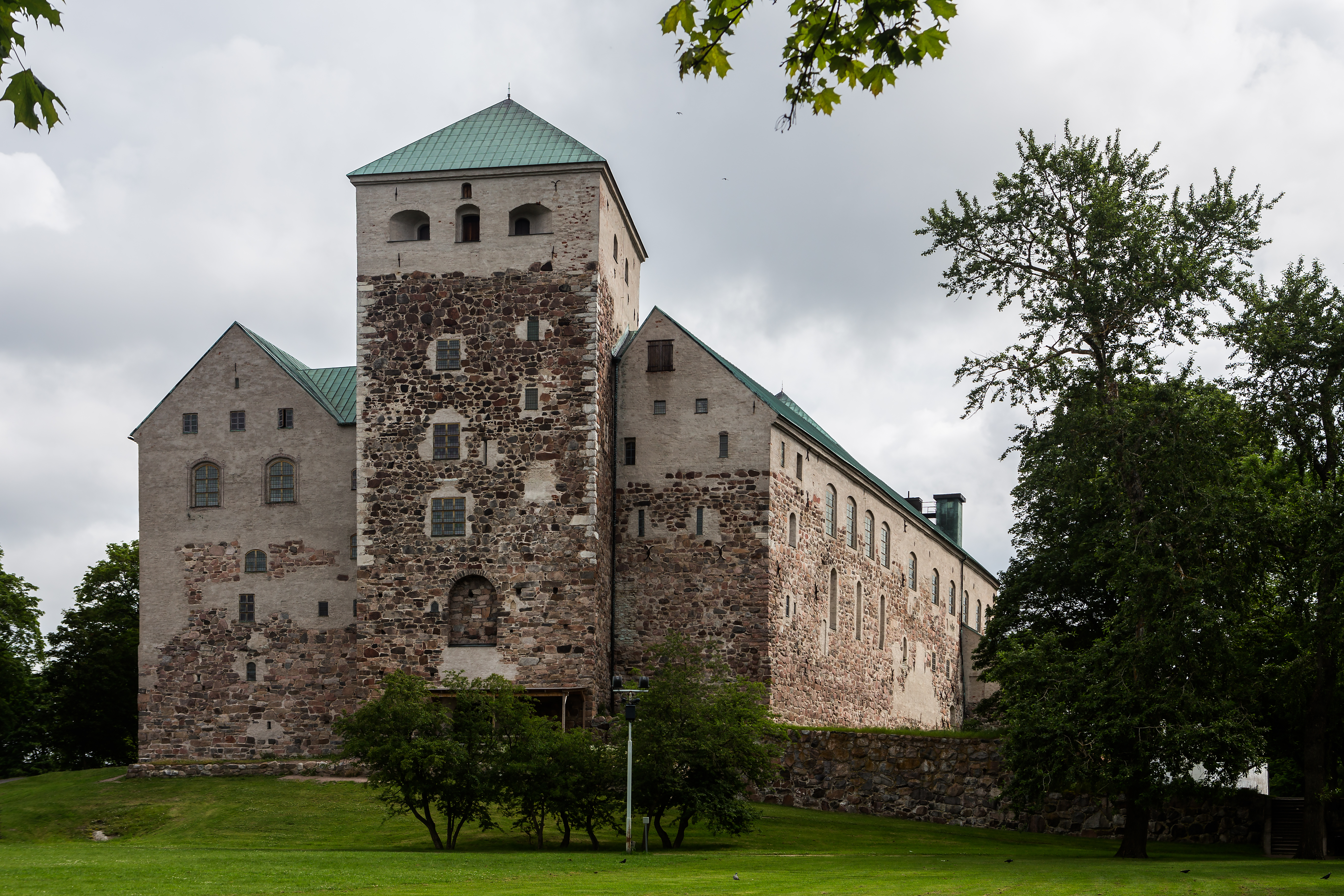
图尔库城堡（拍摄者：David Castor）

图尔库的文化场所包括几个剧院、电影院和画廊、以及一个交响乐团。该市每年定期举办几个文化活动，其中最著名的是每年七月举办的中世纪集市。图尔库音乐节和鲁伊斯摇滚音乐节是一批北欧地区最早举办的同类音乐节。该市还举办另一个叫“Down by the Laituri”的摇滚音乐节。另外，在集市广场附近还有热闹的夜生活。
在图尔库也有很多博物馆，例如图尔库艺术博物馆和韦伊诺·阿尔托宁博物馆。奥布学术大学管理着芬兰唯一在音乐领域的博物馆—西贝柳斯博物馆。除此之外还有几家展示城市中世纪时期的历史性博物馆，例如自1881年就已作为历史性博物馆运行的图尔库城堡，以及在一个14世纪遗址上建立于1990年代后期的Aboa Vetus博物馆。修道院山手工工艺博物馆则是一个保留了1827年图尔库火灾之后幸存的木头房子的露天博物馆。
图尔库曾是2011年的欧洲文化之都之一。

## 教育

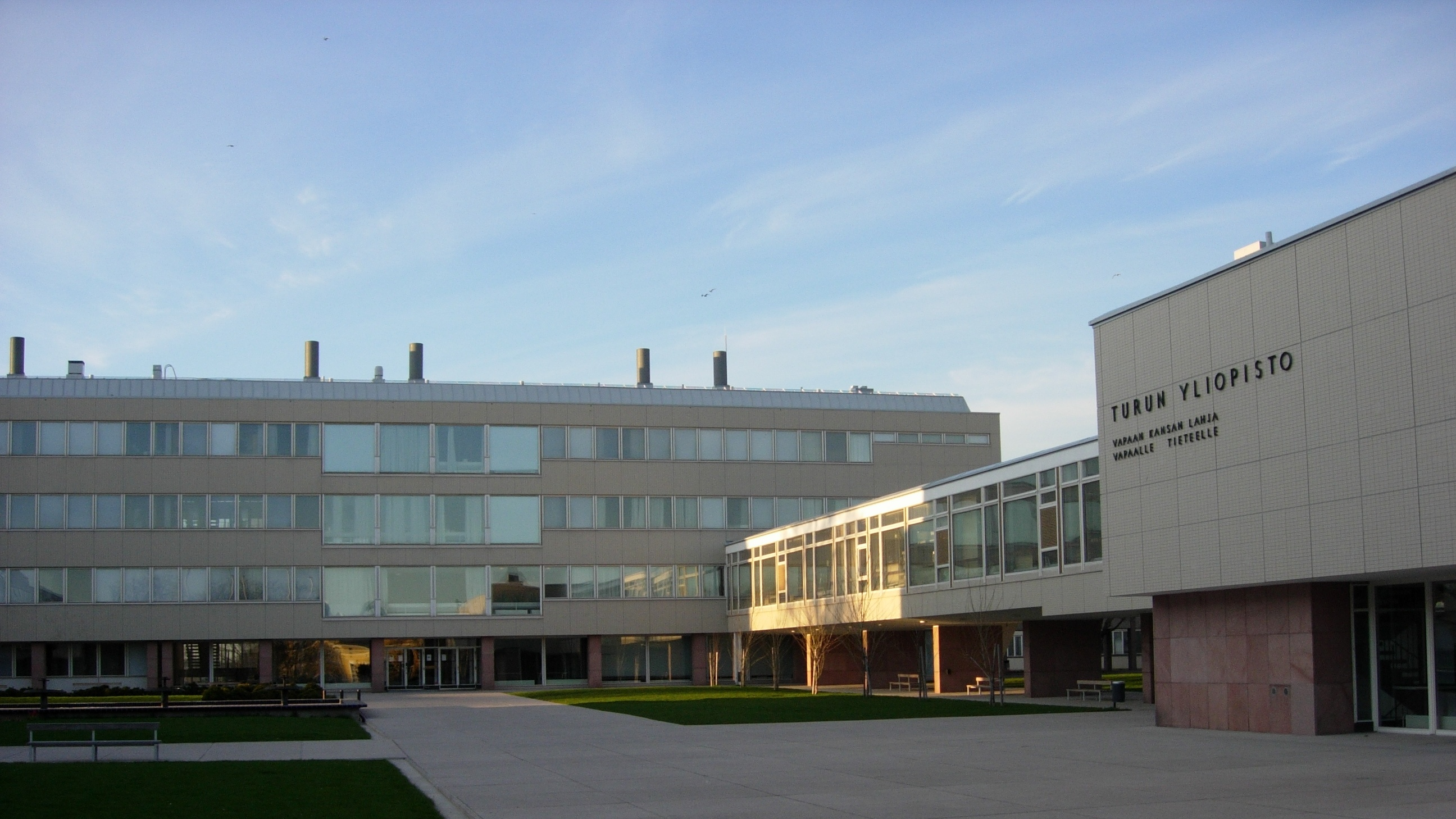
图尔库大学主楼

图尔库比任何其它芬兰城市有着更长的教育历史，市里的第一所学校是在13世纪同图尔库大教堂一同成立的天主教学校。芬兰的第一所大学奥布皇家学院（现今的赫尔辛基大学）于1640年在该市成立。在芬兰第一所利用贝尔-兰开斯特制教学方法的学校是1820年在图尔库成立的，目的是把小学教育扩展至底层民众。
图尔库大约有2万9千名高校生（2015年）。在该市有两个大学和几个应用科学大学（或称工学院）。
用芬兰语教学的图尔库大学是芬兰注册学生数量第二多的大学（18984名学生），也是历史悠久的大学之一，成立于1920年。而成立于1918年的奥布学术大学是在芬兰成立的第二所大学，也是芬兰唯一用瑞典语教学的综合性大学。图尔库经济学院在2010年合并至图尔库大学。相应的瑞典语奥布经济学院早在1980年就合并至奥布学术大学。图尔库的中心医院为图尔库大学医院，也是图尔库大学的附属医院，并作为教学医院。
图尔库应用科学大学是芬兰第二大的应用科学大学。另外还有两个应用科学大学在图尔库设有校区。
图尔库还设有国际学校，图尔库国际学校自2003年开始运行。图尔库市和图尔库大学签订了协议，国际学校里的教学由图尔库大学附属学校来执行。

## 姐妹城市

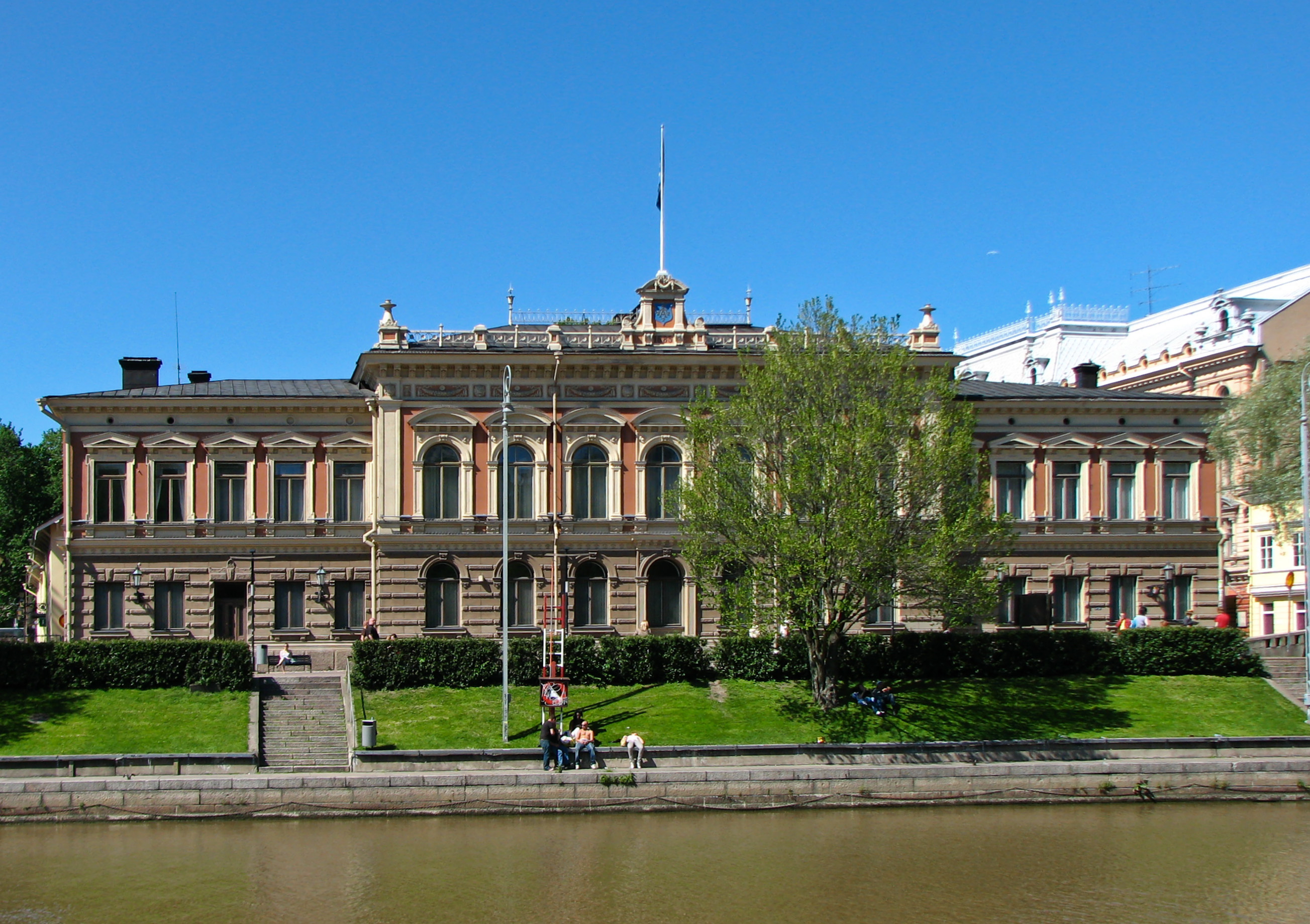
图尔库市政厅

- 中国天津市
- 俄羅斯聖彼得堡
- 匈牙利塞格德
- 波蘭格但斯克
- 義大利佛羅倫斯
- 瑞典哥德堡
- 丹麦奧胡斯
- 德国羅斯托克
- 挪威卑爾根
- 德国科隆
- 保加利亚瓦爾納
- 斯洛伐克布拉迪斯拉發
- 羅馬尼亞康斯坦察
- 爱沙尼亚塔尔图市